# Beeckbach
Der Beeckbach ist ein rechtes Nebengewässer der Schwalm im nordrhein-westfälischen Kreis Heinsberg, im Regierungsbezirk Köln.

## Geschichte
Der Beeckbach, der ursprünglich seine Quellen in Moorshoven hatte, wurde 1928 auf Antrag der Stadt Erkelenz als künstlich gegrabener Bach bis zur Kläranlage nach Erkelenz verlängert. Ständig wachsende Bevölkerung, eine zunehmende Industrialisierung und höherer Wasserverbrauch machten einen Ausbau des Beeckbachs dringend erforderlich. Hinzu kam noch, dass bei Schneeschmelze und starken Regen einige Ortschaften immer wieder von Hochwasser bedroht und teilweise überschwemmt wurden. Der Bach nimmt geklärtes Abwasser der Kläranlage Erkelenz und Oberflächenwasser aus Erkelenz sowie teilweise aus dem südöstlichen Stadtbereich Wegberg auf und leitet dieses in Richtung Schwalm nach Wegberg ab. Die natürlichen Quellen des Beeckbachs in der Nähe des Feuerwehrhauses in Moorshoven wurden 1906 verfüllt.

## Beschreibung
Der Beeckbach mit einer Länge von 9,154 Kilometern beginnt in Erkelenz-Oerath auf einer Höhe von 87 m ü. NN. Er nimmt dort das aufkommende Oberflächenwasser auf und leitet dieses über ein offenes Grabensystem in Richtung Kläranlage Erkelenz. Hier nimmt der Bach die Klärwässer auf und leitet diese in nordöstliche Richtung ab. Nach etwa einem Kilometer fließt der Beeckbach mit dem Ziegelweiherfließ zusammen. Dieses 1,7 Kilometer lange und teilweise verrohrte Gewässer leitet das Oberflächenwasser der Stadt Erkelenz aus dem Ziegelweiher und den nordöstlichen Neubaugebieten in Erkelenz in den Beeckbach ab. Nach dem Zusammenfluss beider Gewässer durchfließt der Beeckbach das 1983 gebaute Regenrückhaltebecken Isengraben. Der weitere Weg verläuft in nordöstlicher Richtung zwischen Isengraben und Rath-Anhoven, entlang am Industriegebiet und dann nordwestlich nach Schönhausen. Der Beeckbach umfließt Teile von Schönhausen fließt dann vorbei an Bissen bei Beeck und Moorshoven und durch das Regenrückhaltebecken am Grenzlandring. Nach der Unterquerung der Landesstraße 400 verläuft der Bach ein kurzes Stück durch Beeck, vorbei an Haus Beeck und Gerichhausen. Zwischen Beeck und Gerichhausen nimmt der Beeckbach den Grunzbach auf, der aus Uevekoven das Oberflächenwasser ableitet. An der Ophover Mühle durchfließt der Beeckbach den Mühlenteich und findet dann den Weg durch Wegberg zur Mündung. An der Schwalmaue fließt der Beeckbach in einer Höhe von 64 m ü. NN in die Schwalm.

## Galerie

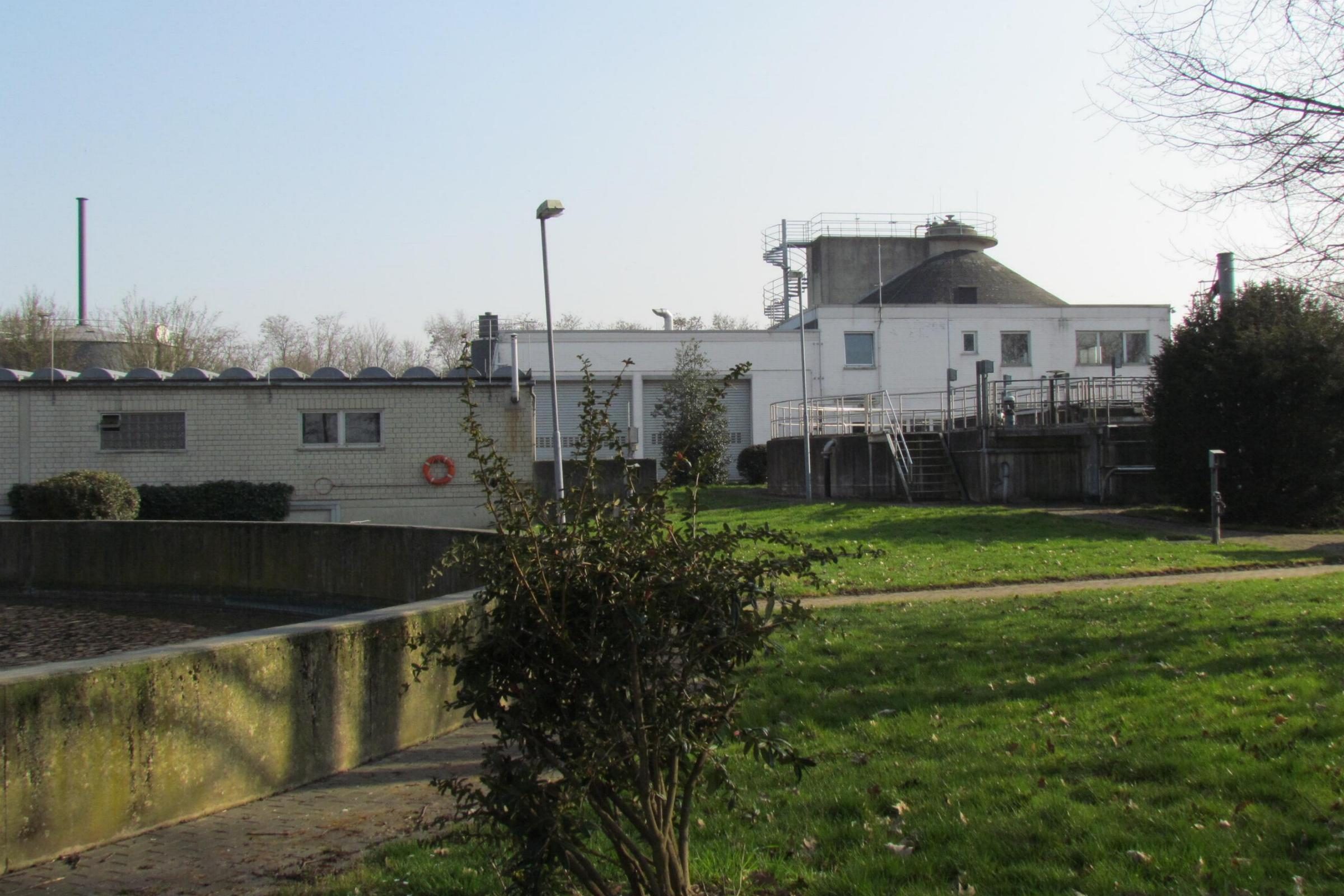
Kläranlage in Erkelenz
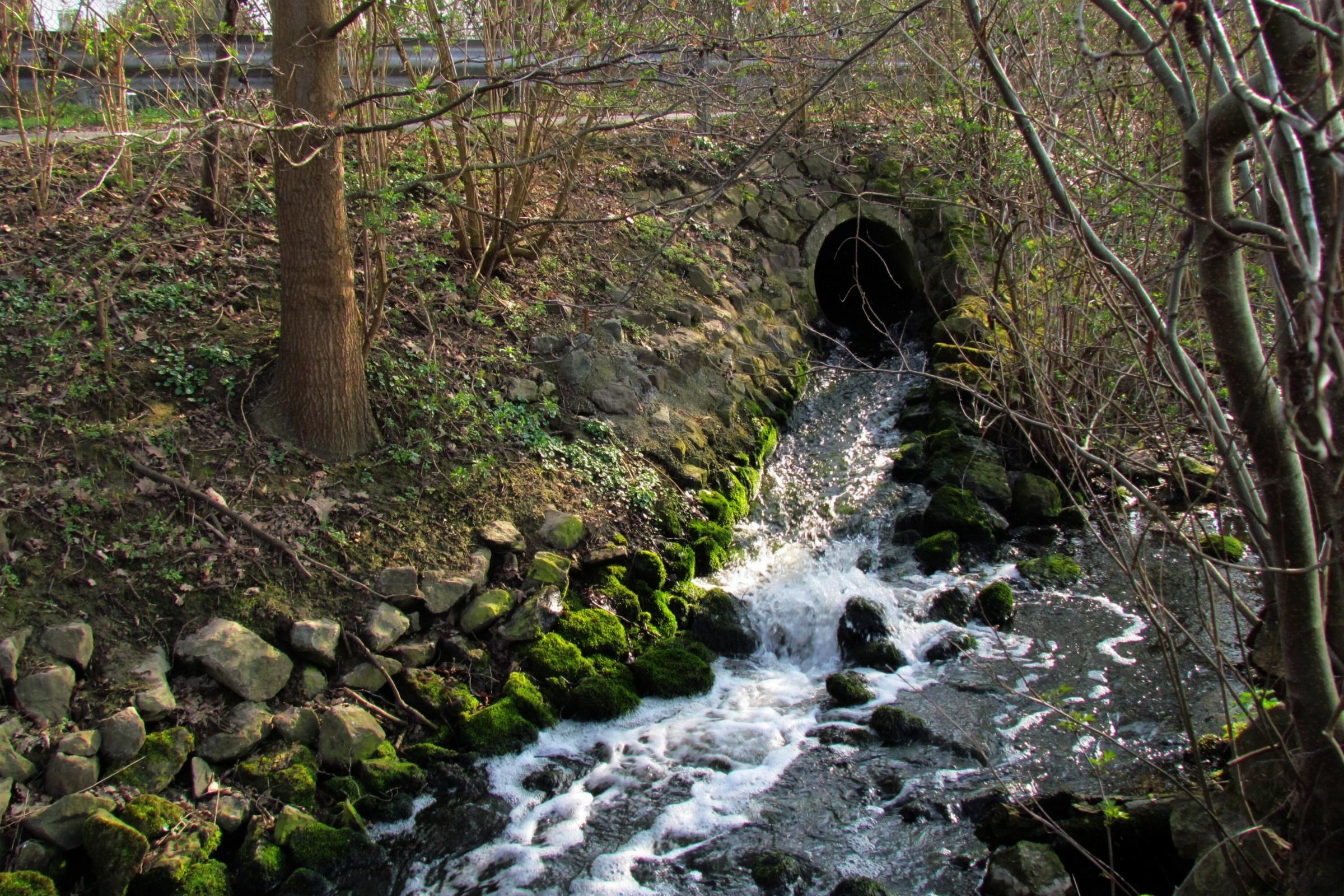
Geklärtes Wasser fließt in den Beeckbach
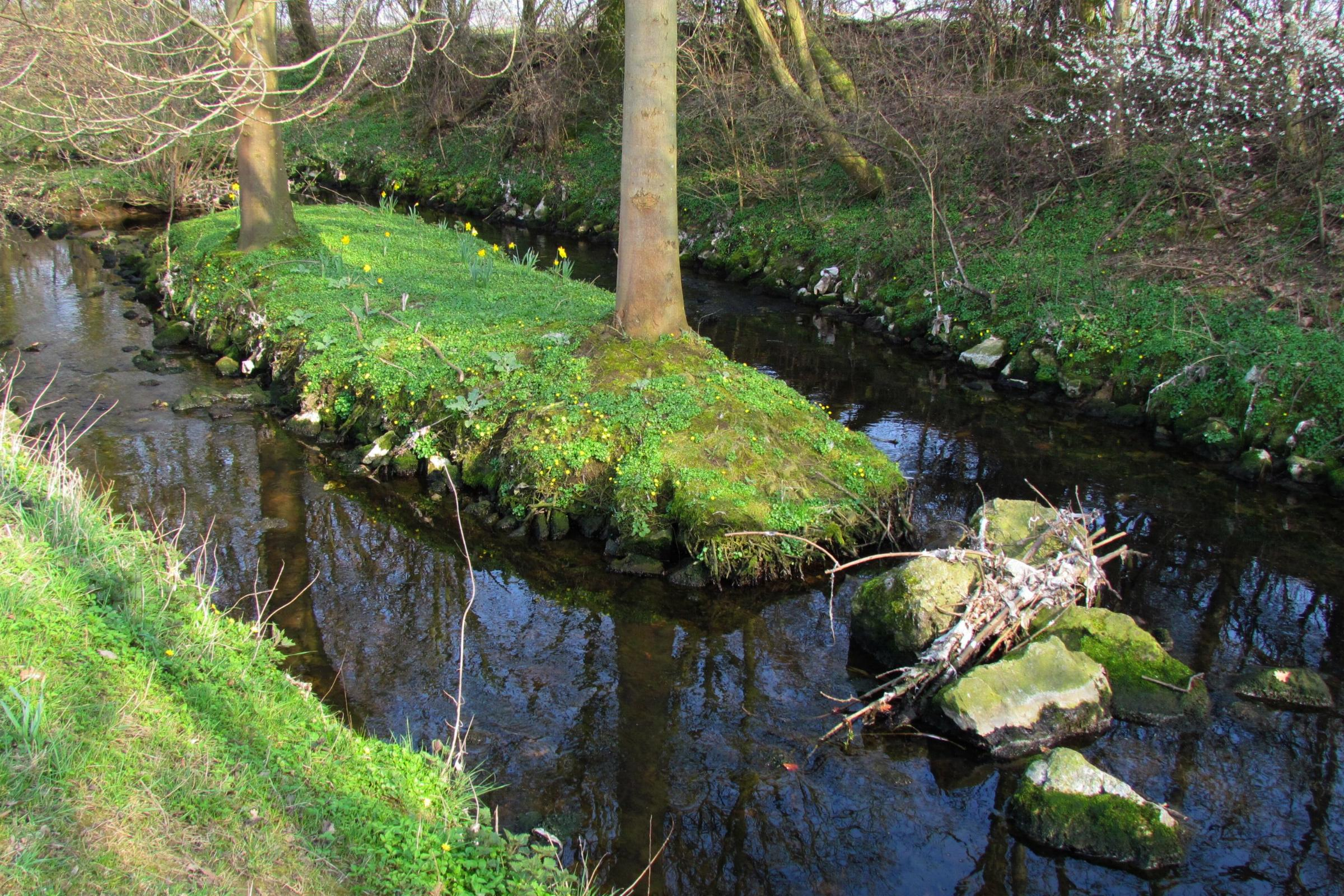
Der Beeckbach im renaturierten Bereich
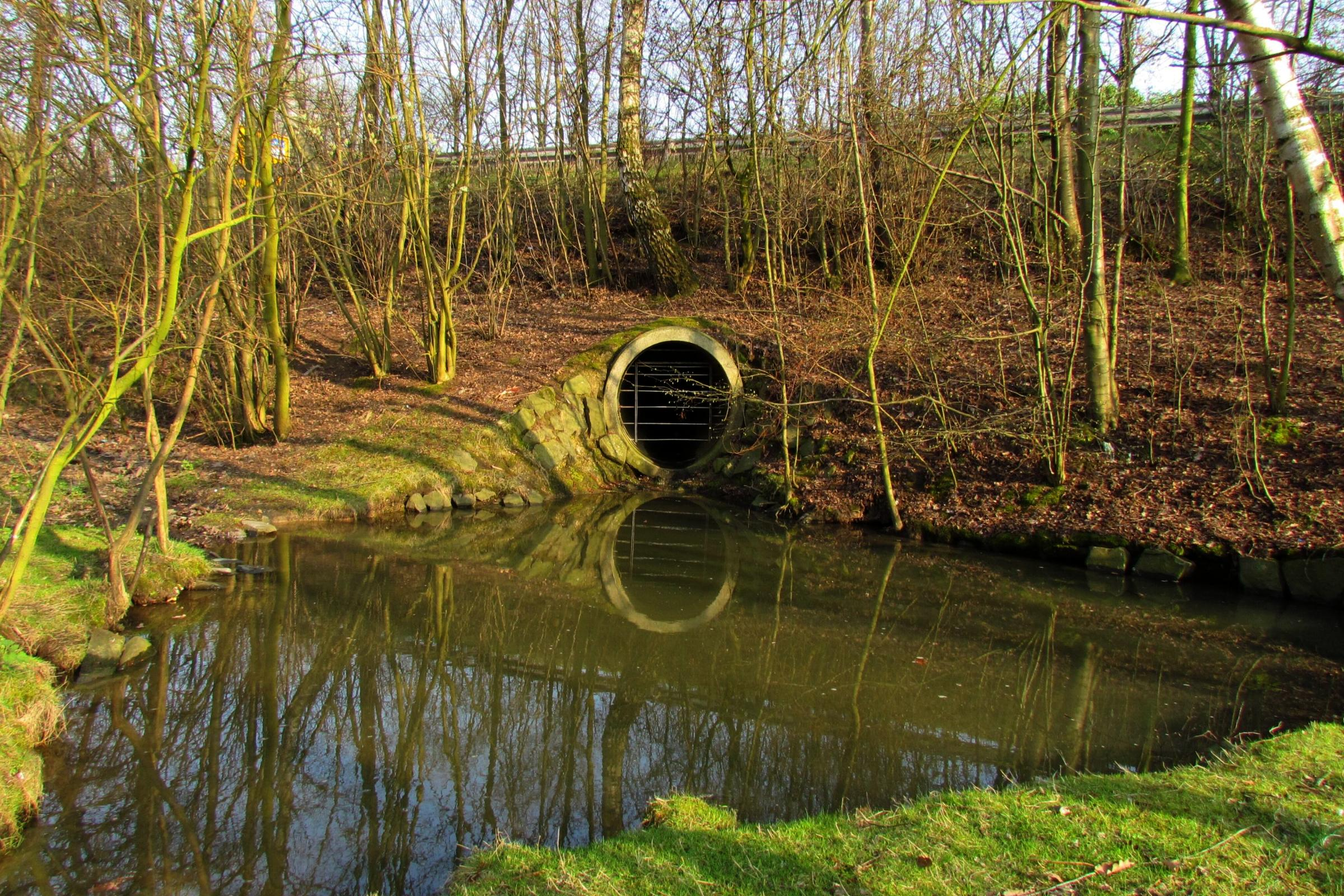
Wasserzulauf aus dem Ziegelweiherfließ
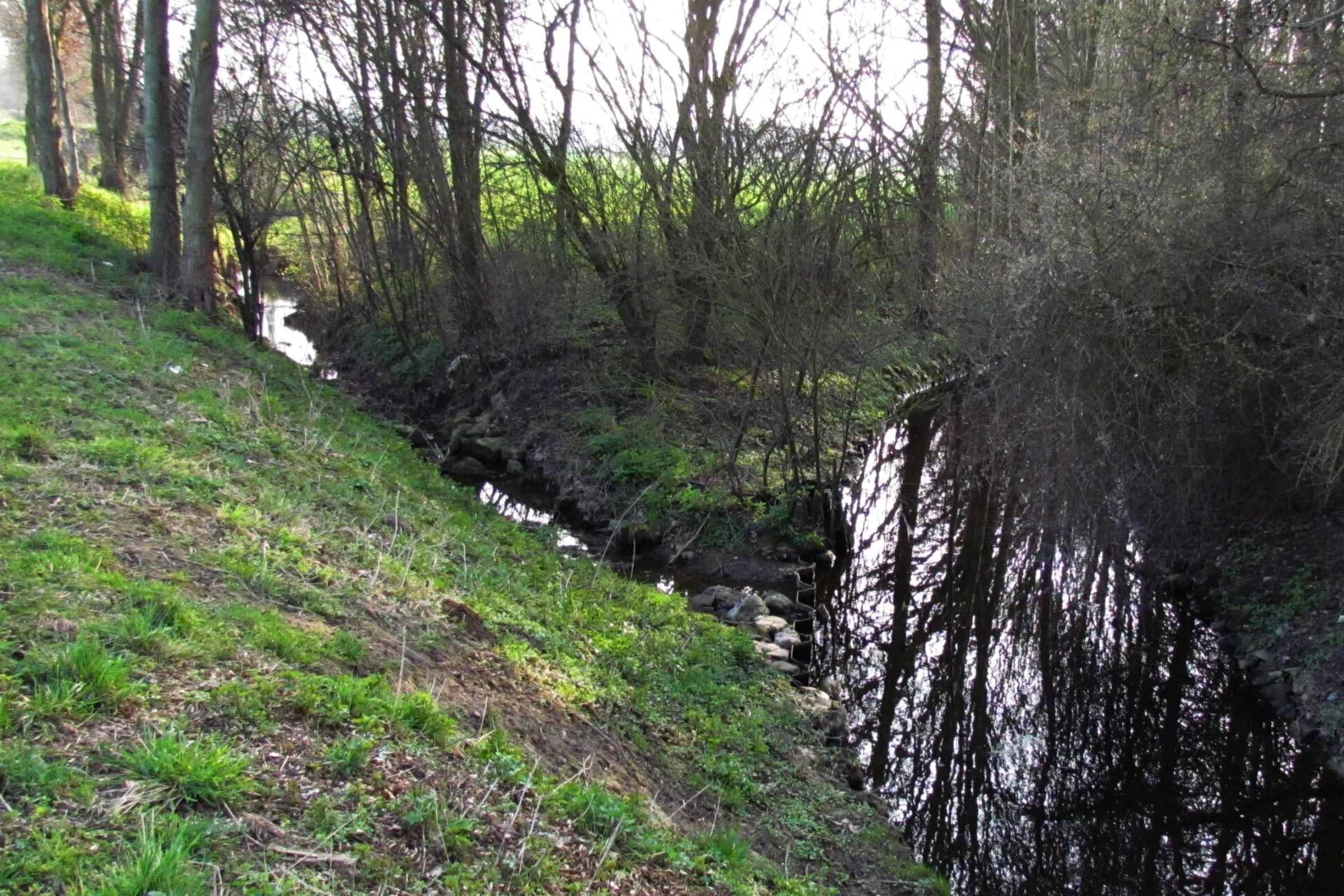
Beeckbach und Ziegelweiherfließ vereinigen sich
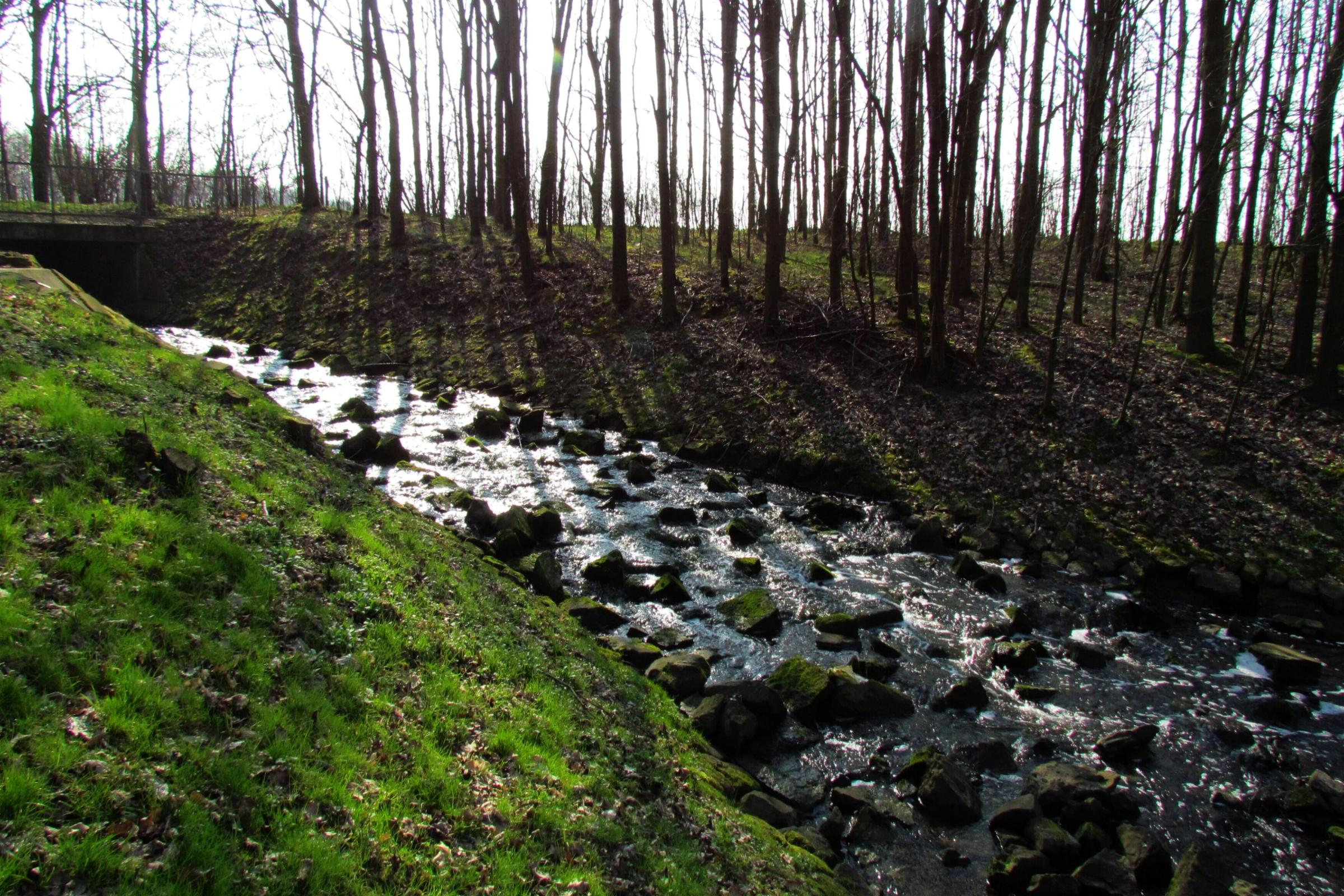
Der Beeckbach auf den Weg durch das Regenrückhaltebecken
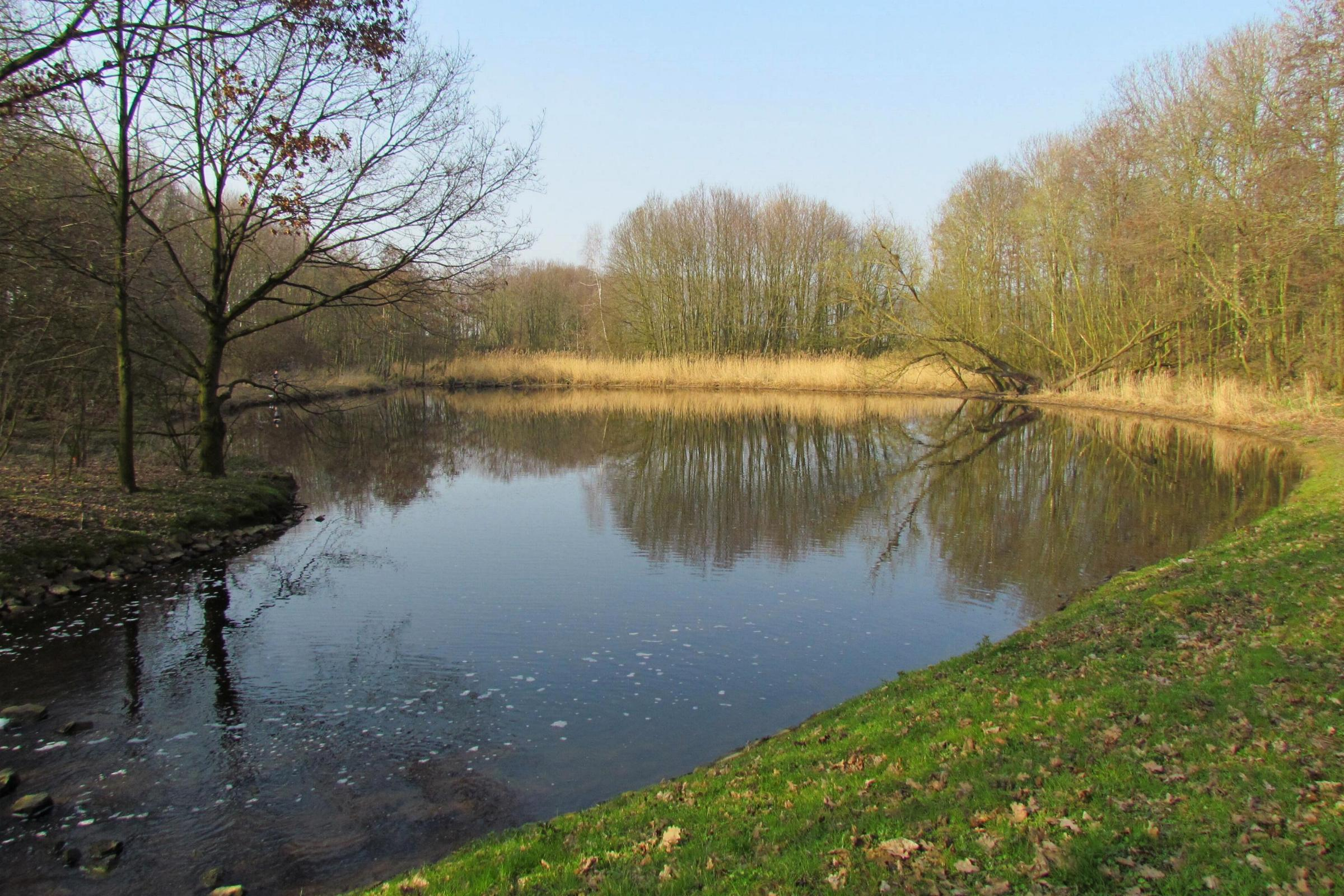
Naturnahe Gestaltung des Regenrückhaltebeckens
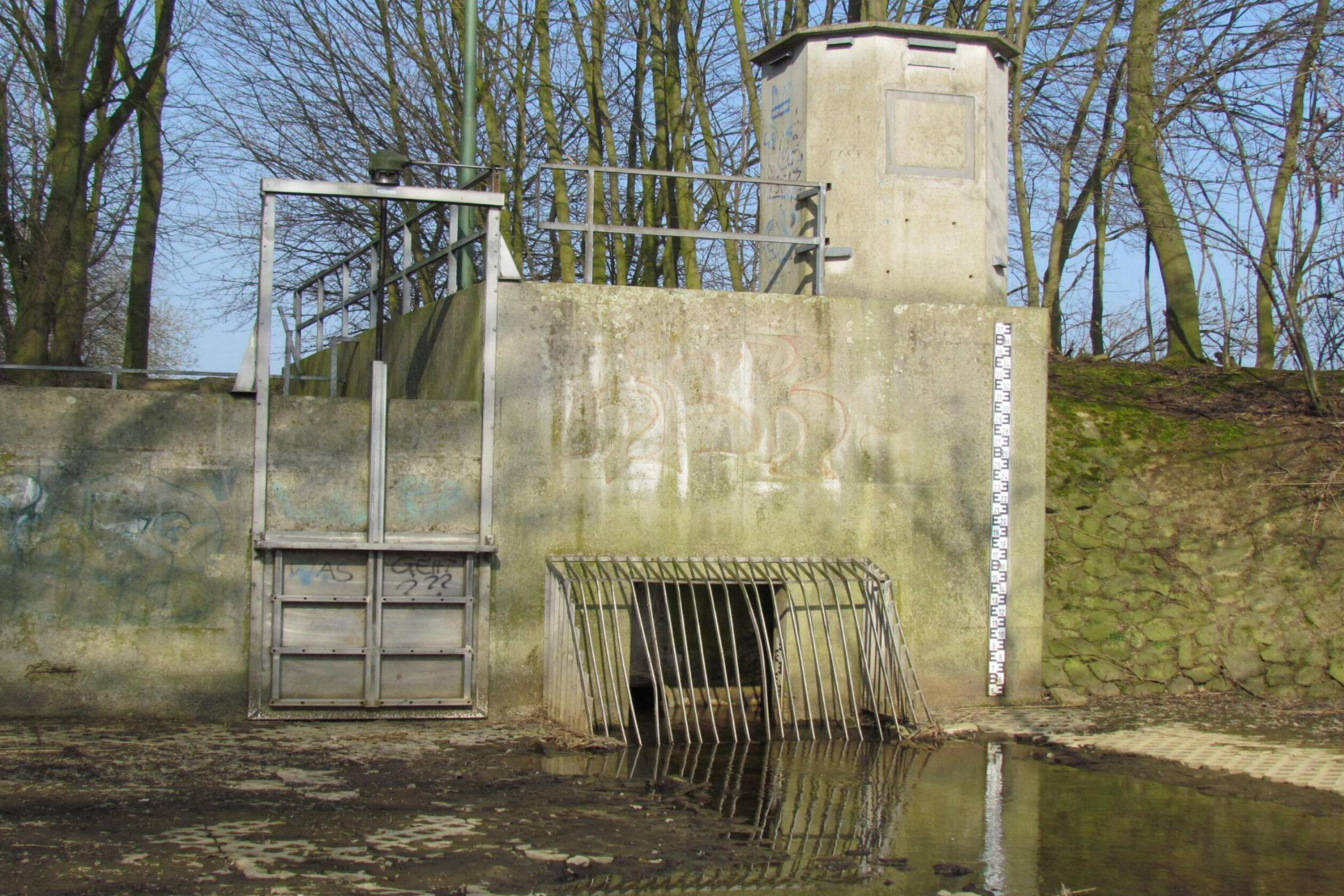
Pegelmessanlage im Regenrückhaltebecken

## Regenrückhaltebecken und Renaturierung
Der Beeckbach hatte in den 1980er und 1990er Jahren die Kapazitätsgrenze erreicht. Ständig wurden landwirtschaftliche Flächen überschwemmt und selbst Ortslagen entlang des Beeckbachs wurden von Hochwasser nicht verschont. Der Schwalmverband als zuständiges Gremium stimmte ein Konzept mit der Bezirksregierung Köln und den Anrainerkommunen ab, einen Ausbau des Beeckbachs mit gleichzeitiger Renaturierung in Angriff zu nehmen.
Die erste Baumaßnahme im Jahre 1986 war der Ausbau der Strecke von der Kläranlage in Erkelenz bis nach Rath-Anhoven. Darin eingeschlossen war der Ausbau eines Regenrückhaltebeckens in der Nähe der Ortschaft Isengraben. Damit war der erste Schritt getätigt. Im zweiten Bauabschnitt wurde das Rückhaltebecken am Grenzlandring gebaut. Im dritten Bauabschnitt wurde die 3,5 Kilometer lange Strecke Rath-Anhoven bis Moorshoven ausgebaut. Das brachte vor allem für Schönhausen die ersehnte Entlastung. Die teilweise  verrohrte Strecke innerhalb der Ortslage wurde beseitigt. Der Beeckbach wurde naturnah um und durch die Ortslage geführt und stellte nach Fertigstellung der Maßnahmen einen herrlich mäandrierenden Verlauf dar. Damit waren die Ortschaften Rath-Anhoven, Schönhausen, Moorshoven und Bissen bei Beeck die große Sorge Hochwasser los. Für Schönhausen bedeutete der Beeckbach-Ausbau eine Verbesserung des dörflichen Umfeldes und eine Bereicherung für das Dorf.

## Instandhaltung
Die Pflege und Unterhaltung des Beeckbachs obliegt dem Schwalmverband, der in Brüggen seinen Sitz hat.

## Nebenbäche
- Ziegelweiherfließ aus der Stadtmitte Erkelenz, mit einer Länge von 1,7 Kilometern
- Grunzgraben leitet Oberflächenwasser aus Uevekoven in den Beeckbach mit einer Länge von 1,1 Kilometern

## Mühle am Beeckbach
Ophover Mühle mit vorhandener Mühleneinrichtung

## Galerie

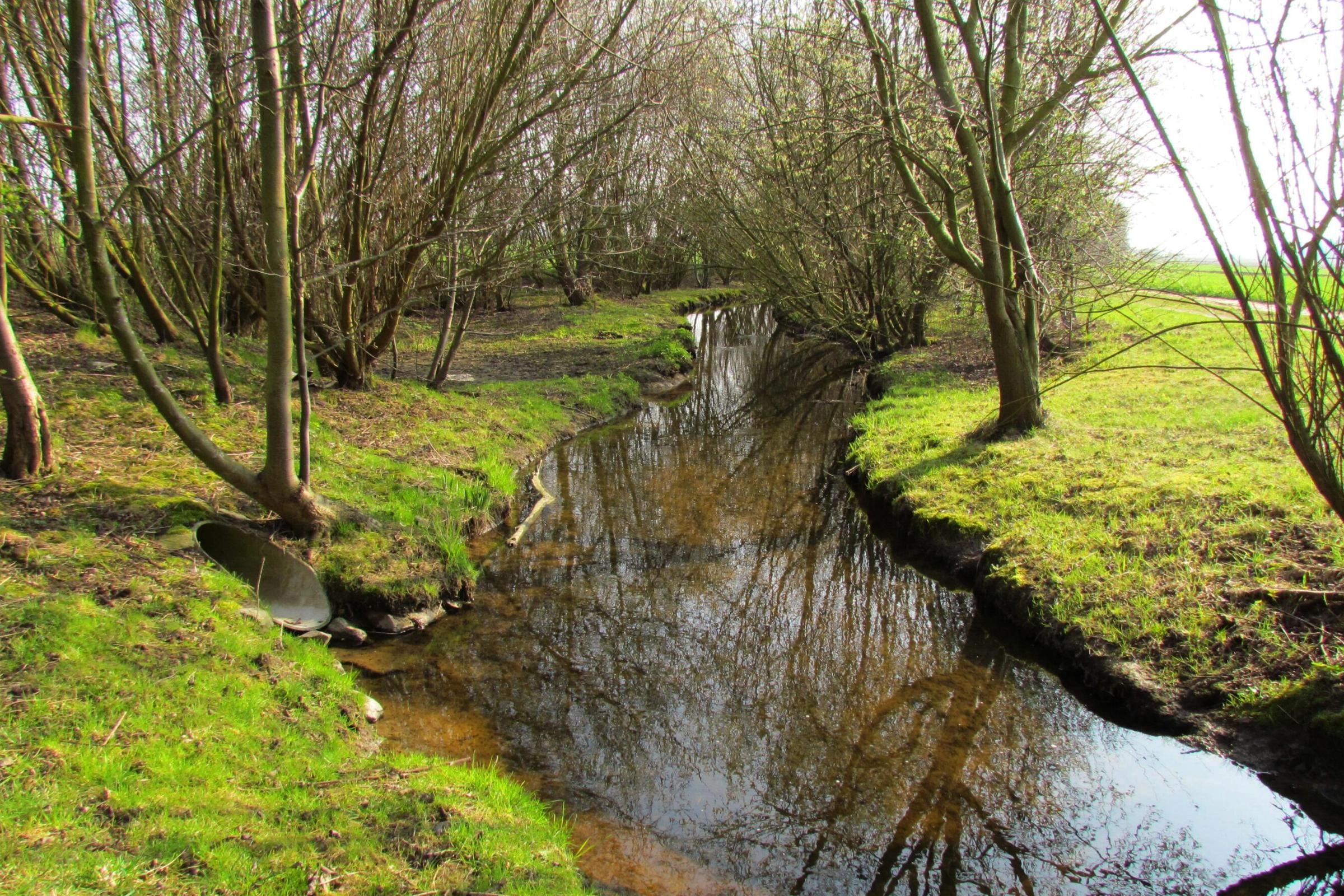
Der renaturierte Beeckbach
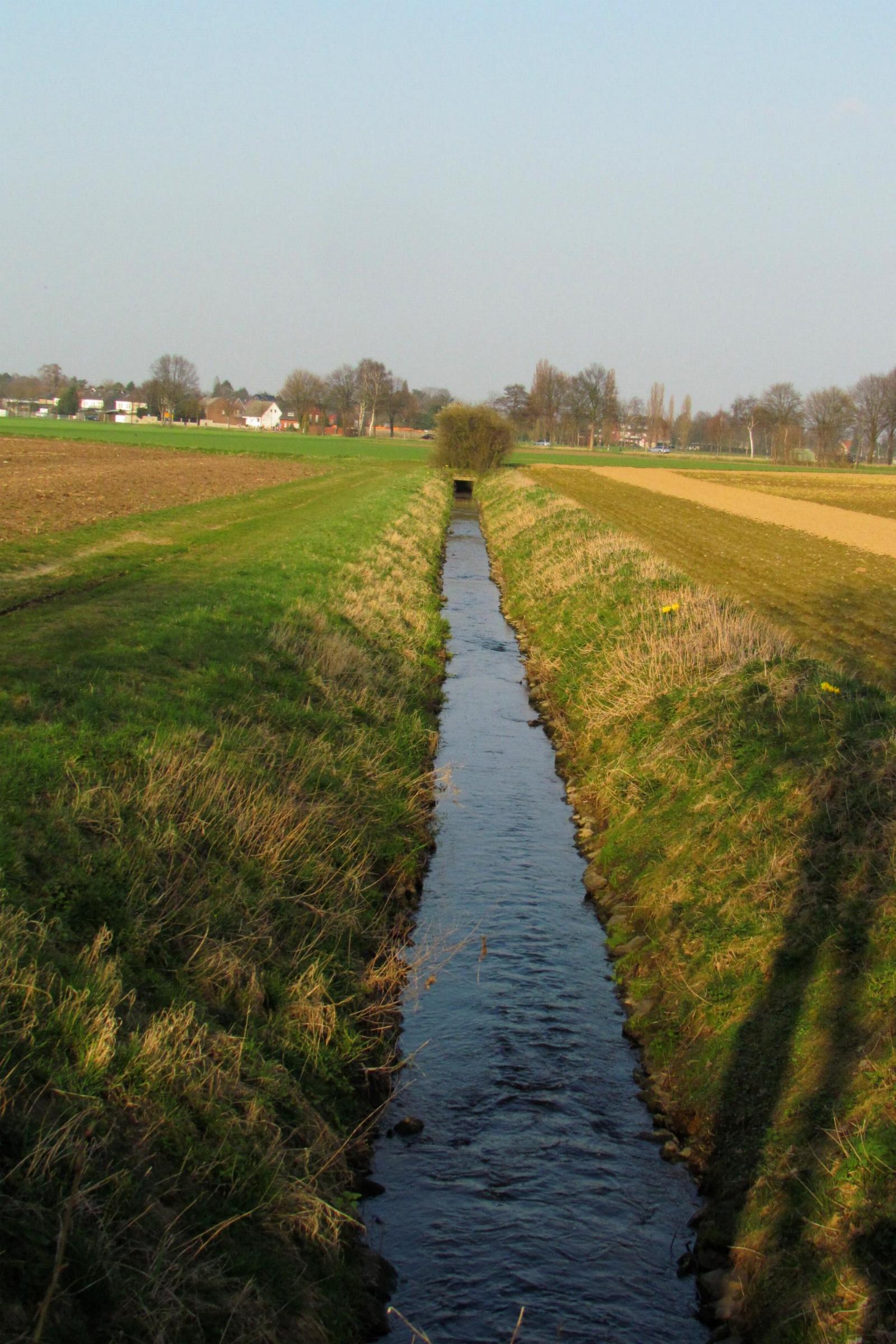
Offene Bachführung kann auch geradlinig sein
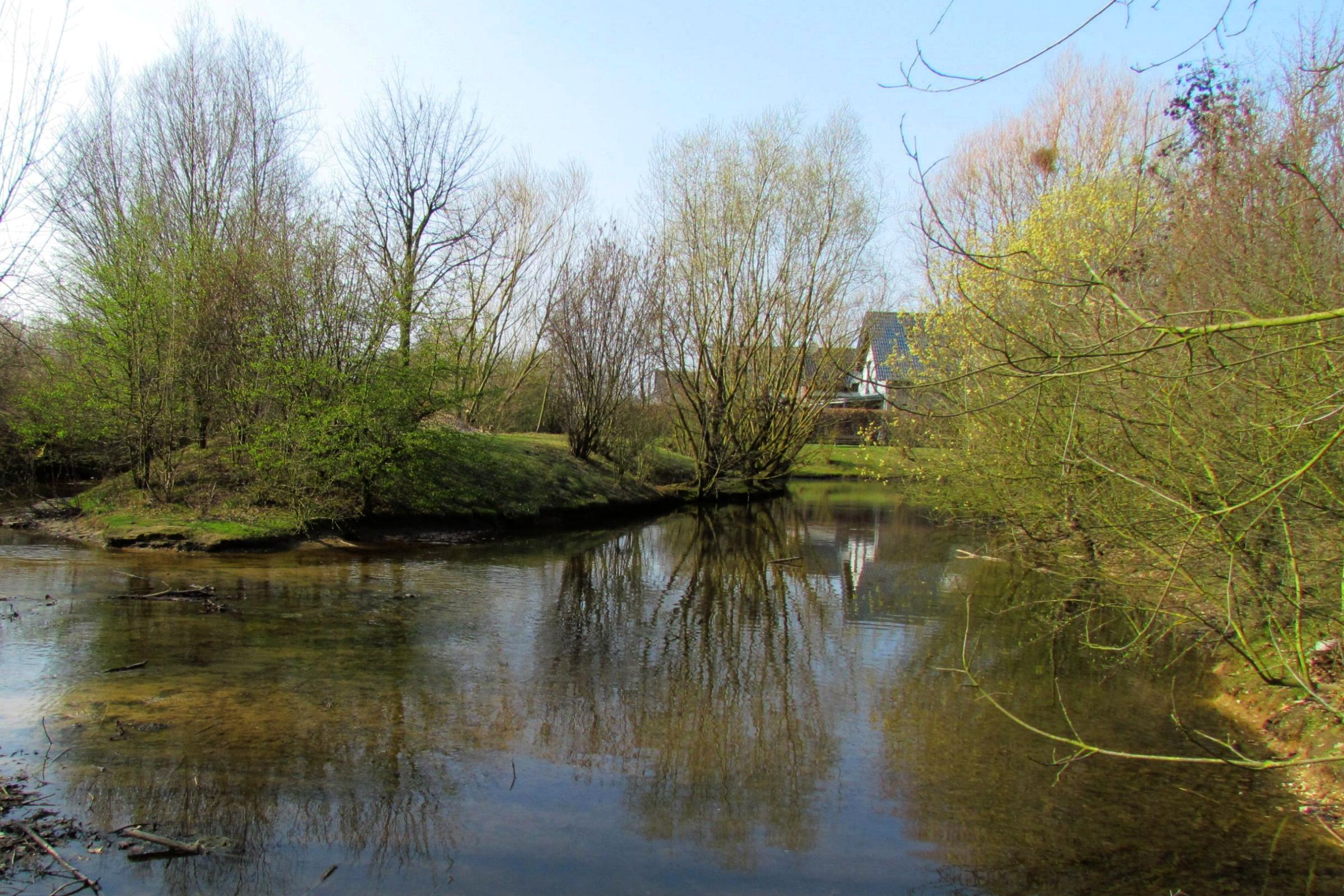
Gewässerausdehnung – ein wichtiger Schutz vor Hochwasser
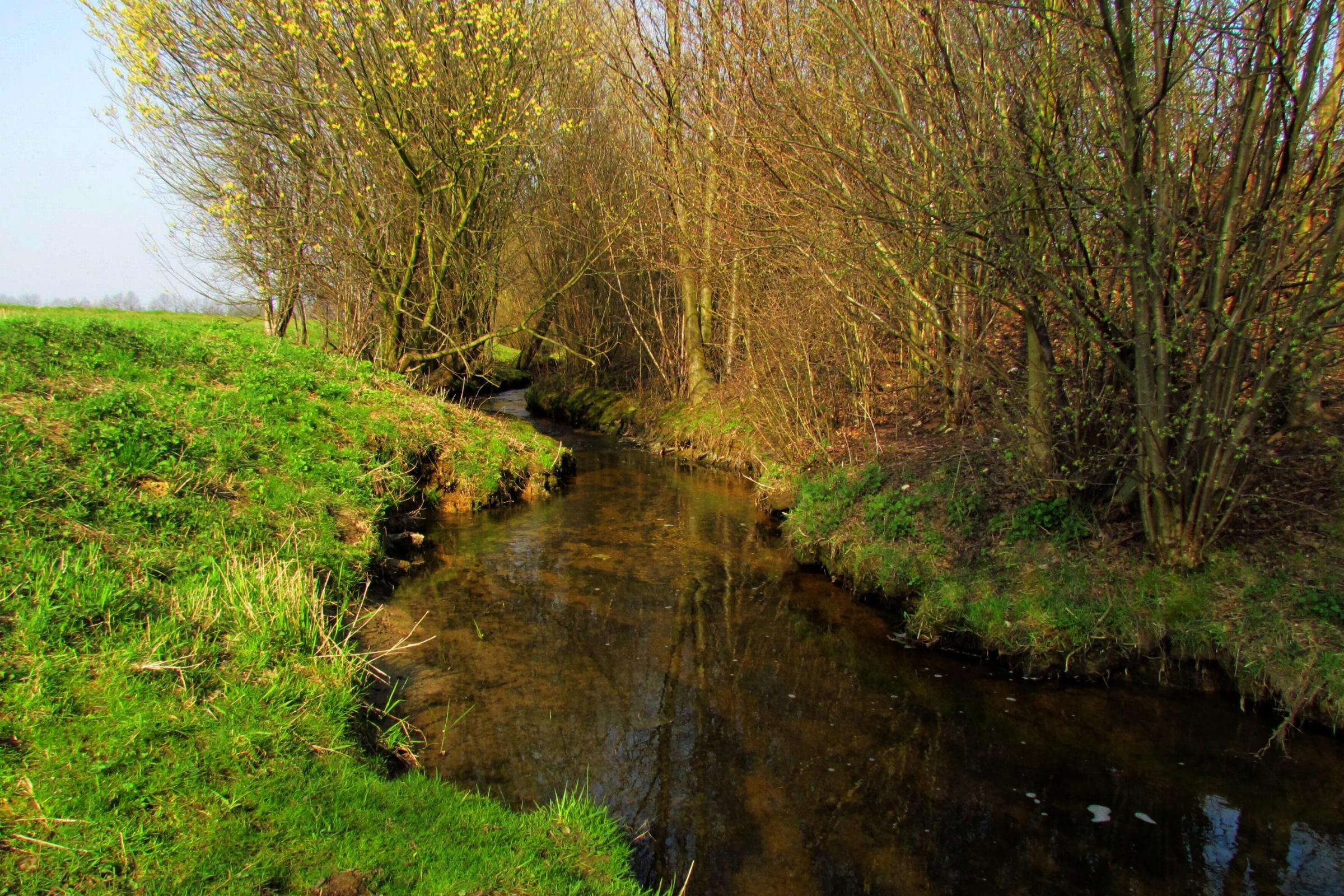
Der Beeckbach in der Natur
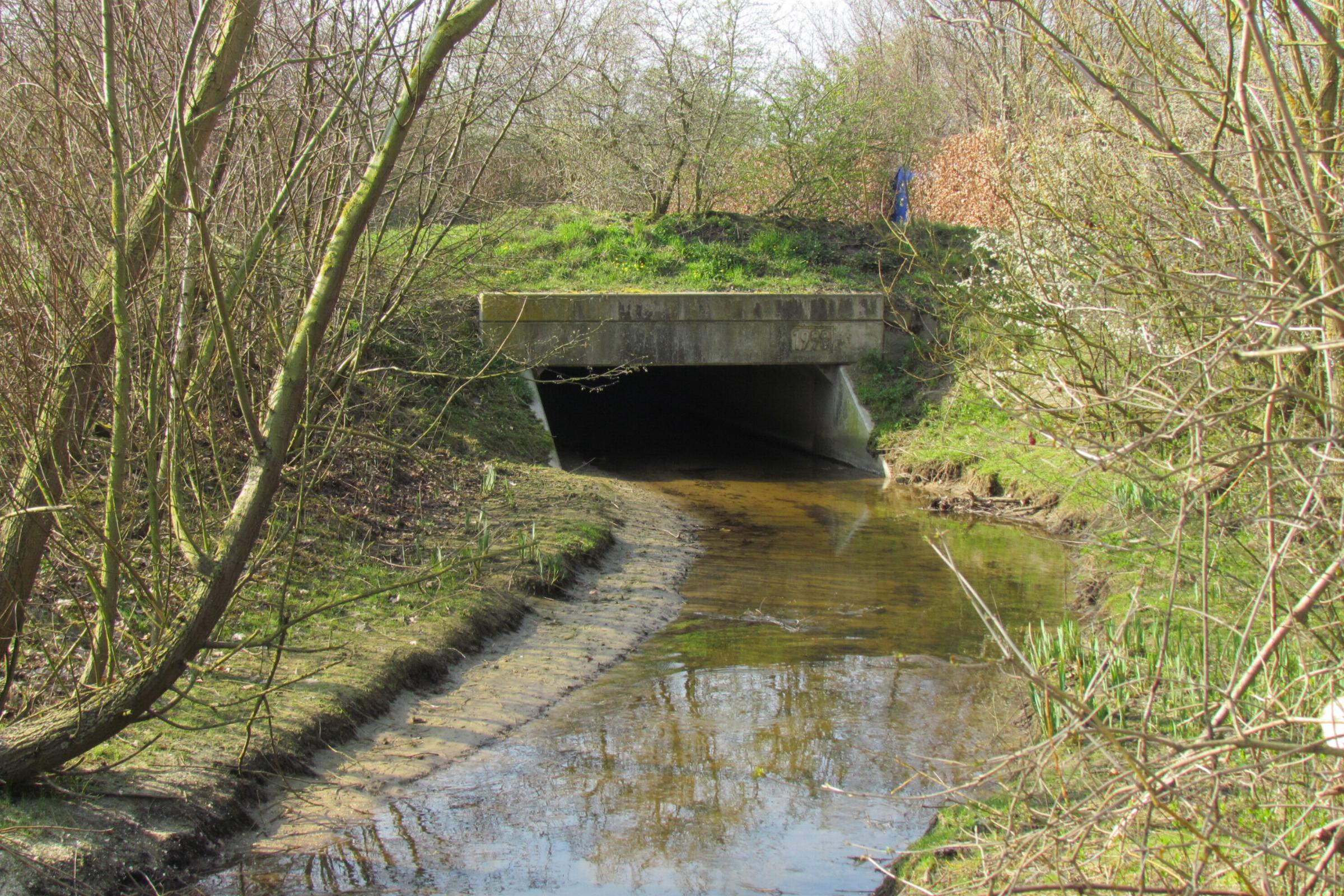
Naturnahe Brückenanlage am Beeckbach
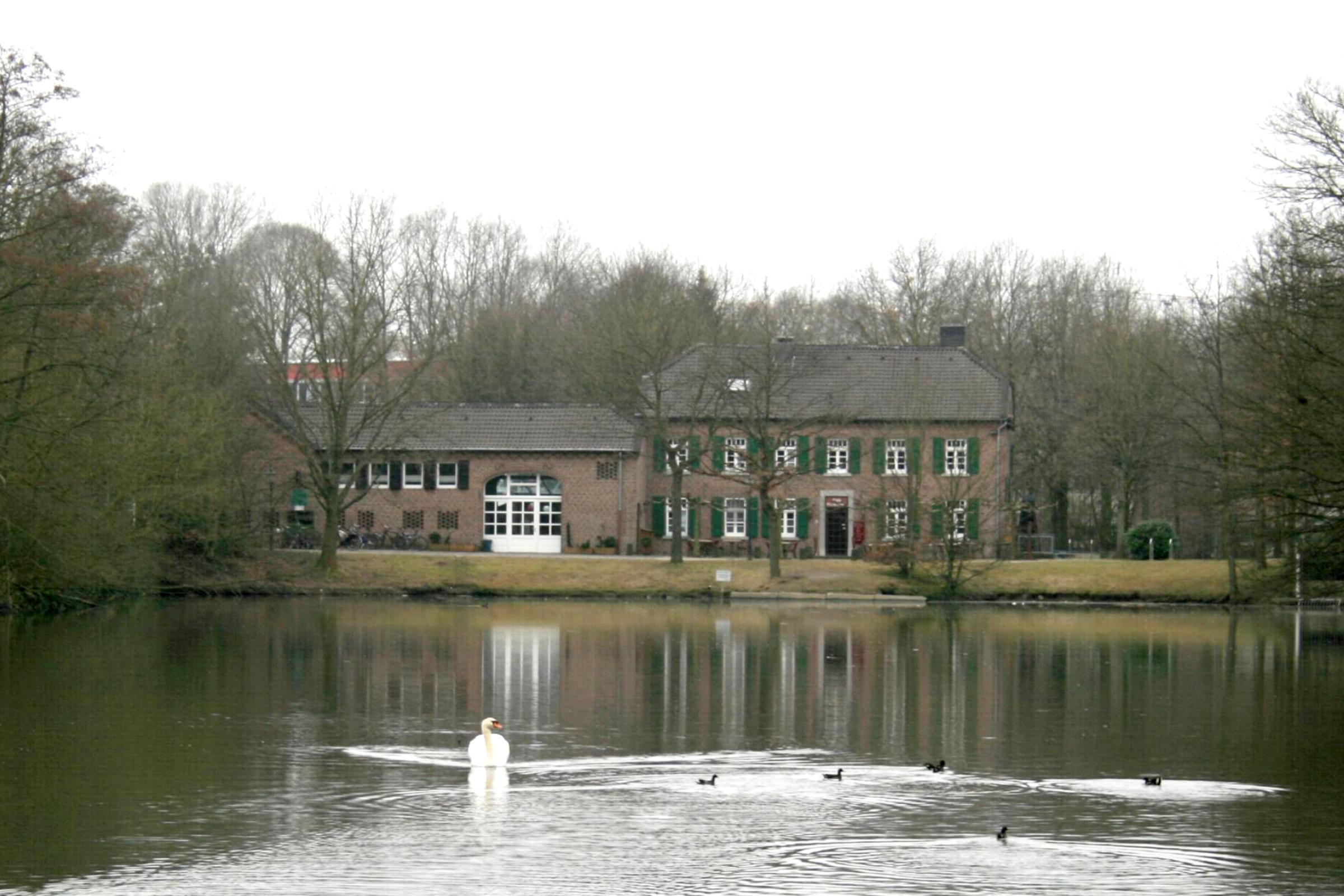
Ophover Mühle mit Weiher, der vom Beeckbach gespeist wird
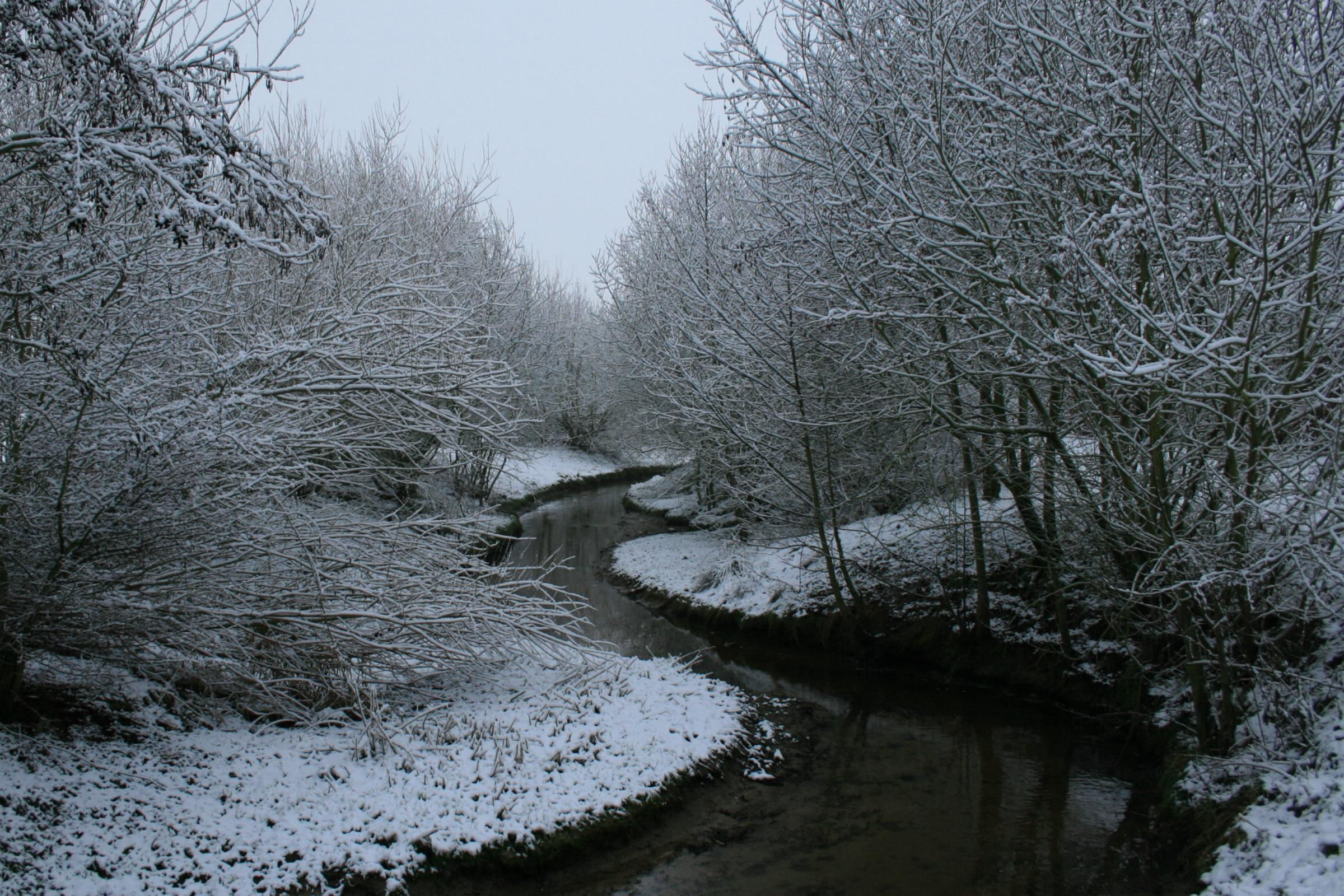
Winterimpression am Beeckbach
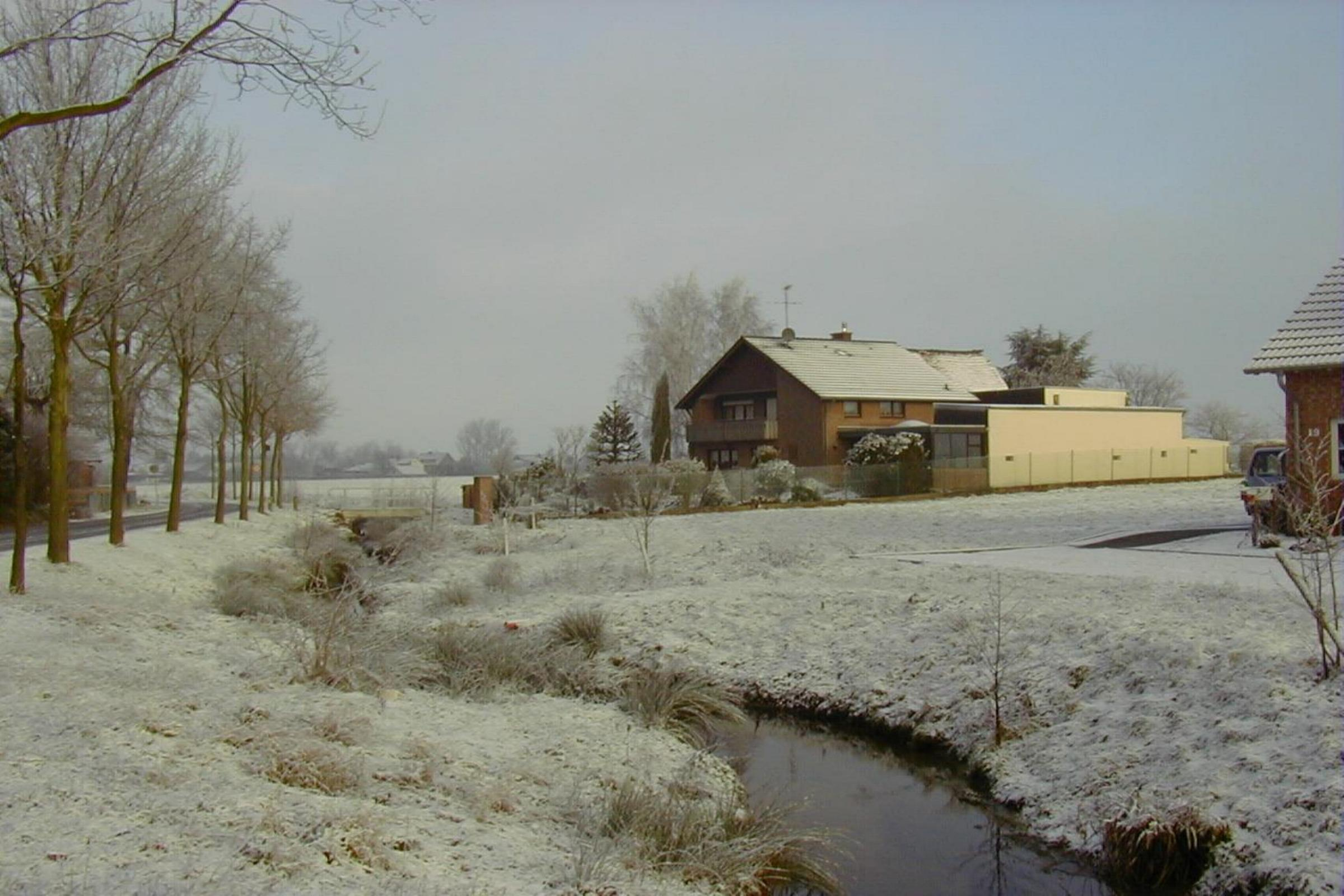
Winter am Beeckbach 1990